# 正和 (日本)
正和（1312年3月20日至1317年2月3日）是日本的年號之一。這個時代的天皇是花園天皇，由伏見上皇與後伏見上皇實施院政。鎌倉幕府征夷大將軍為守邦親王、執權為北條宗宣、北條熙時、北條基時與北條高時。

## 改元
- 應長二年三月二十日（1312年4月27日）改元正和
- 正和六年二月三日（1317年3月16日）改元文保

## 出處
《舊唐書·音樂志一》：「祭天神，奏豫和之樂。地祇，奏順和。宗廟，奏永和。天地、宗廟登歌，俱奏肅和。皇帝臨軒，奏太和。王公出入，奏舒和。皇帝食舉及飲酒，奏休和。皇帝受朝，奏政（正）和。皇太子軒懸出入，奏承和。」

## 紀年、西曆、干支對照表
| 正和       | 元年   | 二年   | 三年   | 四年   | 五年   | 六年   |
| 儒略曆日期 | 1312年 | 1313年 | 1314年 | 1315年 | 1316年 | 1317年 |
| 干支       | 壬子   | 癸丑   | 甲寅   | 乙卯   | 丙辰   | 丁巳   |